# フランス風序曲 (バッハ)
『フランス風序曲』ロ短調 BWV 831は、『イタリア協奏曲』BWV 971とともに『クラヴィーア練習曲集』第2巻として1735年に発表されたヨハン・ゼバスティアン・バッハの鍵盤楽曲。

## 概要
『フランス風序曲』という呼び名は、作品全体が大々的な序曲に始まる管弦楽組曲の構成に倣っていることに由来し、正式には『フランス様式による序曲』（ドイツ語: Ouverture nach Französicher Art）という。『イタリア協奏曲』ともども2段鍵盤式チェンバロのために作曲された。
クラヴィーア練習曲集第2巻に含まれるイタリア協奏曲とフランス風序曲は、いずれも出版に付されるよりもかなり前に完成していたと考えられている。フランス風序曲は、当初はハ短調で作曲されており、1730年頃のアンナ・マグダレーナ・バッハが筆写したパルティータという名称の筆写譜（BWV 831a）として今日に伝わっている。バッハは1735年の出版に向けてロ短調に移調し、付点リズムの記譜法を適切なものに改めるとともに、フランス的な特徴をより強調した。しかし、ウィーン原典版の校訂者ウルリヒ・ライジンガーは、このハ短調版は決して不完全な初期稿ではないと評価している。
移調の理由は不明であるが、校訂者クリストフ・ヴォルフは、クラヴィーア練習曲集第2巻に収録された2つの作品の調性（ヘ長調とロ短調）の関連によって理解することができるとしている。イタリア協奏曲のヘ長調はフラット調で、ロ短調はシャープ調であり、ヘ調とロ調の主音は互いに三全音の音程があり、すなわちヘ調とロ調はもっとも遠い調とみなされる。チェンバロ奏者Lucy Carolanは、『クラヴィーア練習曲集第1巻』（6つのパルティータ）は当初は7曲からなる組曲集として計画され、実際に告知もされていた（異なる調性であるとすれば、第7番にはヘ長調が選択されることになる）が、それが何らかの理由で変更されたため、クラヴィーア練習曲集第2巻のイタリア協奏曲でヘ長調を埋め合わせ、さらにこれに対照的なロ短調を組み合わせたのではないかと推測している。これらの8曲によりドイツ語音名がすべて網羅されることにも言及している。ただし、バッハの作品群の中に、パルティータ第7番が計画されていたという推測を支持する文書その他の資料は残されていない。

## 楽曲
以下の11の楽章からなり、クラヴィーア練習曲集第1巻のパルティータよりもフランスの様式の典型に近いものになっている。フランス風序曲の様式は、組曲形式による作品を出版していたフランソワ・クープランのような作曲家の作風を参照しており、クープランらは、独奏楽器でも、またアンサンブルでも演奏できるような組曲を作曲していたのである。バッハの作品は、チェンバロ独奏曲でありながら、参考にしたフランスの作曲家の慣習に比べて、より充実した響きを用いている。全曲を通奏すると30分程度を要する。
1. Ouverture (序曲)
2. Courante (クーラント)
3. Gavotte I (ガヴォットI)
4. Gavotte II (ガヴォットII)
5. Passepied I (パスピエI)
6. Passepied II (パスピエII)
7. Sarabande (サラバンド)
8. Bourrée I (ブレーI)
9. Bourrée II (ブレーII)
10. Gigue (ジーグ)
11. Echo (エコー)

ガヴォット、パスピエ、ブレーのIIは、いずれもIへのダ・カーポの指示があり、当時の慣習に従ってIのトリオとして演奏する。
ゴルトベルク変奏曲（クラヴィーア練習曲集第4巻）といった楽曲と同様に2段鍵盤のために作曲されているが、フランス風序曲においては、オブリガートをそれぞれの鍵盤に割り振るためではなく、レジスターの組み合わせから生じる音色や音量の変化といった効果のために用いている。特にエコーではピアノ（p）とフォルテ（f）という形で鍵盤の変更を細かく指示している。ライジンガーは、クラヴィーア練習曲集第2巻に収録された2曲は、今日のピアノによる演奏に向いている作品であると評している。フランス風序曲に関しては、モダンピアノのような1段鍵盤で弾いた場合であっても2手が物理的に競合することはほとんどない。